# Автошлях Т 0735
Автошля́х Т 0735 — автомобільний шлях територіального значення у Закарпатській області. Пролягає територією Виноградівського району через Виноградів—Неветленфолу. Загальна довжина — 21,7 км.

## Маршрут
Автошлях проходить через такі населені пункти:
| Автошлях Т 0735       |              |
| Закарпатська область  |              |
| Виноградівський район |              |
| Виноградів            | М23          |
| Теково                |              |
| Сасово                |              |
| Чорнотисів            |              |
| Чепа                  |              |
| Неветленфолу          | E58E81М24Р55 |